# Laterallus fasciatus
Laterallus fasciatus е вид птица от семейство Дърдавцови (Rallidae).

## Разпространение
Видът е разпространен в Бразилия, Еквадор, Колумбия и Перу.